# NGC 1424
NGC 1424 este o intermediate spiral galaxy⁠(d) situată în constelația Eridanul. A fost descoperită în 8 decembrie 1850 de către William Parsons, 3rd Earl of Rosse⁠(d). Se află la o distanță de 64,86 de megaparseci de Pământ.